# Mary Roos
Mary Roos, nata Rosemarie Schwab (Bingen am Rhein, 9 gennaio 1949), è una cantante tedesca.
Ha rappresentato la Germania all'Eurovision Song Contest 1972 e 1984.

## Discografia

### Album
- Lieber John (1973)
- Mary Roos (1976)
- Ich bin Mary (1977)
- Maryland (1978)
- Was ich fühle (1981)
- Leben spür'n (1982)
- Alles was ich will (1987)
- Mehr als ein Gefühl (1992)
- Rücksicht (1995)
- Heiß und kalt (1997)
- Mittendrin (1997)
- Schlager-Party mit Mary Roos (1999)
- Meine Besten (2000)
- Roosige Zeiten (2000)
- Leben für Musik (2001)
- Achterbahn (2003)
- Augenblicke (2003)
- Herzen zu verschenken (2003)
- Mein Porträt (2003)
- Leben (2005)
- Meine größten Hits (2006)
- Immer wieder (2006)
- Was ich fühle (2007)
- Hautnah (2007)
- Gezeiten (2009)
- Bis hierhin ... und weiter (2011)
- Denk was du willst (2013)
- Bilder meines Lebens (2015)
- Ab jetzt nur noch Zugaben! (2017)
- Abenteuer Unvernunft (2018)